# Miss Marple
Jane Marple, bekannter als Miss Marple, ist eine literarische Figur der englischen Kriminalschriftstellerin Agatha Christie. Miss Marple ist eine scharfsinnige ältere Dame, die sich als Amateurdetektivin betätigt. Sie ermittelt in 12 Kriminalromanen und 20 Kurzgeschichten, die zwischen 1927 und 1976 erschienen. In Filmen und Fernsehserien wurde die Figur von mehreren Schauspielerinnen verkörpert, darunter in vier Kinofilmen von Margaret Rutherford.

## Entstehungsgeschichte
Miss Marple hatte ihren ersten Auftritt in einer Reihe von sechs Kurzgeschichten, die zwischen Dezember 1927 und Mai 1928 im Royal Magazine veröffentlicht wurden, deren erste den Titel The Tuesday Night Club trug. Zwei Jahre später erschienen zwischen Dezember 1929 und Mai 1930 weitere sechs Kurzgeschichten im Magazin The Story-Teller. Im Juni 1932 wurden diese zwölf mit einer weiteren Kurzgeschichte (Death by Drowning) im Sammelband The Thirteen Problems (deutsch: Der Dienstagabend-Klub) zusammengefasst. Noch vor der Buchpublikation der Kurzgeschichten erschien 1930 der erste Roman mit Miss Marple unter dem Titel The Murder at the Vicarage (deutsch: Mord im Pfarrhaus). Erst 1942 veröffentlichte Agatha Christie den zweiten Miss-Marple-Roman The Body in the Library (deutsch: Die Tote in der Bibliothek), dem sich bis 1976 zehn weitere Romane anschlossen.
In ihrer Autobiografie schrieb Christie zur Entstehung des ersten Romans: „ich kann mich nicht mehr erinnern, wo, wann oder wie ich den Roman geschrieben habe, warum ich dazu kam, ihn zu schreiben, oder auch nur, was mir einflüsterte, eine neue Figur – Miss Marple – in die Geschichte einzuführen. Fest steht, dass ich seinerzeit nicht die Absicht hatte, sie für den Rest meines Lebens beizubehalten.“ Und: „Miss Marple stahl sich so geschwind in mein Leben, dass ich ihre Ankunft kaum bemerkte.“ Eine literarische Vorläuferin der Figur sah sie in Caroline Sheppard, der Schwester des Erzählers aus dem Hercule-Poirot-Roman The Murder of Roger Ackroyd (1926, deutsch: Alibi), die ihr „so viel Spaß gemacht hatte. Sie war eine der Lieblingsfiguren in diesem Buch – eine säuerliche alte Jungfer, mit großer Neugier ausgestattet, die alles wusste, alles hörte, ein komplettes Detektivbüro im Hause.“
Reale Vorbilder waren hingegen ihre Stief-Großmutter Margaret Miller aus dem Londoner Vorort Ealing und deren Freundinnen aus Dörfern, die Christie in ihrer Kindheit besucht hatte: „Miss Marple war keineswegs ein getreuliches Abbild meiner Großmutter, sie war viel betulicher und altjüngferlicher, als meine Großmutter es je gewesen ist.“ Diese habe aber mit Miss Marple gemeinsam gehabt, immer das Schlechteste von jedem zu erwarten, was auch regelmäßig eingetroffen sei. So habe Christie ihre Romanfigur „mit einigen von Grannies prophetischen Fähigkeiten“ ausgestattet. Dabei sei Miss Marple jedoch „nicht bösartig, sie hatte einfach kein Vertrauen in ihre Zeitgenossen“, sei aber dennoch bereit, „Menschen trotz ihrer Eigenarten nachsichtig zu akzeptieren.“

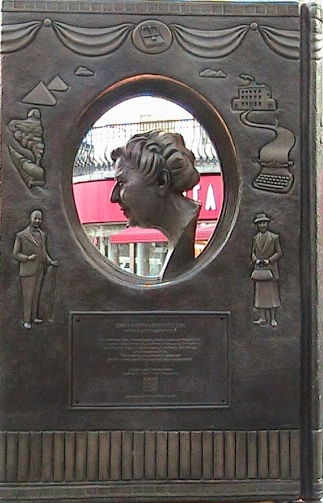
Büste von Christie inmitten ihrer Schöpfungen Hercule Poirot und Miss Marple in London

Mit zunehmendem Alter Agatha Christies wurde auch sie selbst häufig mit ihrer Schöpfung verglichen: zwei alte, weißhaarige englische Damen mit Intelligenz, Beobachtungsgabe und Menschenkenntnis. So kommentierte etwa Barbara Mullen, die Miss Marple in einem Theaterstück spielte: „Um Miss Marple zu spielen, muss man Agatha Christie studieren. […] Ich denke, die Rolle ist so nah an einem Selbstporträt, wie es möglich ist.“ Allerdings war die 38-jährige Agatha Christie, die Miss Marple erdachte, ganz das Gegenteil einer alten Jungfer wie Miss Marple: Sie war verheiratet gewesen, geschieden, Mutter einer Tochter und eine bekannte Schriftstellerin, die gerne die Welt bereiste.
Auch andere literarische Figuren wurden mit der Entstehung Miss Marples in Zusammenhang gebracht, etwa Amelia Butterworth, die Amateurdetektivin von Anna Katharine Green, die sie 1878 im Roman Der Fall Leavenworth eingeführt hatte. In den 1920er Jahren wurden immer häufiger alleinstehende, ältere Frauen zu tragenden Figuren in Kriminalromanen, so im gleichen Jahr der Entstehung von Miss Marple auch Miss Climpson in Dorothy L. Sayers’ Keines natürlichen Todes. Diese äußerte sich einige Jahre später lobend über Miss Marple und schrieb: „Liebe alte Tantchen sind die einzig mögliche richtige Art eines weiblichen Detektivs“. Den Namen Marple führte Christies Biografin Janet Morgan auf Marple Hall zurück, ein Anwesen, das Christie wegen eines Verkaufs besucht hatte.
Im Jahr 2022 wurden mit der Genehmigung von Christies Nachlassverwalter zwölf neue Kurzgeschichten veröffentlicht, die Naomi Alderman, Leigh Bardugo, Alyssa Cole, Lucy Foley, Elly Griffiths, Natalie Haynes, Jean Kwok, Val McDermid, Karen M. McManus, Dreda Say Mitchell, Kate Mosse und Ruth Ware geschrieben hatten.

## Fiktiver Lebenslauf
Miss Marple ist in den Romanen eine kultivierte, hochgewachsene, etwas blasshäutig und zerbrechlich wirkende ältere Dame mit blauen Augen, die aus der oberen Mittelschicht stammt. Sie scheint in den ersten Kurzgeschichten ungefähr 65 Jahre alt zu sein und trägt bei ihrem ersten Auftreten ihr weißes Haar hochgesteckt unter einer schwarzen Spitzenhaube, während sie auch beim Stricken, ihrer liebsten Freizeitbeschäftigung, die Hände mit schwarzen Spitzenhandschuhen mit halben Fingern bedeckt. Ihr Leben scheint sie aus dem Erbe ihrer Eltern zu bestreiten, sie muss aber sehr sparsam wirtschaften. Ihr Vater scheint Domherr einer Kathedrale gewesen zu sein. In ihrer Kindheit wohnte sie in einem Kinderzimmer mit malvenfarbigen Schwertlilien auf der Tapete, hatte eine Schwester und wurde von einer deutschen Erzieherin betreut. Schon zu dieser Zeit kannte sie den Umgang mit unsichtbarer Tinte, interessierte sich für Zaubertricks und liebte Besuche bei Madame Tussauds Wachsfigurenkabinett in London. Miss Marple hatte eine Großmutter mit Namen Clara, eine Großtante namens Fanny, einen Großonkel namens Thomas, der ein pensionierter Admiral war, eine Tante Helen, einen Onkel Henry, einen Onkel, der Domherr der Kathedrale von Chichester war und einen weiteren Onkel namens Thomas, der Domherr von Ely war. Außerdem gab es noch zwei Cousins, die Anthony und Gordon hießen, und die Cousinen Fanny Godfrey und Ethel, Lady Merridey. Mit 14 Jahren durfte sie einen Urlaub mit ihrer Tante Helen und Onkel Thomas in Bertrams Hotel verbringen, an den sie sich, nach fast 60 Jahren, noch sehr gut erinnert. Mit 16 Jahren wurde Miss Marple auf eine Schule im italienischen Florenz geschickt, wo sie die zwei Amerikanerinnen Ruth und Carrie Louise Martin kennen lernte, die in ihrem späteren Leben noch eine Rolle spielen sollten.
Die Verwandten werden zwar alle einmal in den Romanen erwähnt, leben zu der Zeit der erzählten Geschichten aber außer ihrem Neffen Raymond West schon nicht mehr. Sie war, obwohl sie mehrere Liebschaften hatte, auch nie verheiratet. Raymond West kümmert sich sehr um Miss Marple, unterstützt sie ab und zu finanziell und sorgt sich sehr um ihre Gesundheit, was sogar darin mündet, dass er ihr mehrere Urlaube spendiert. Miss Marple ist anfällig für Bronchitis, musste zweimal eine Lungenentzündung überstehen und gegen ihre nachlassende Sehkraft wurden ihr Augentropfen mit Atropinsulfat verschrieben. Ansonsten hält sie von Medikamenten nicht viel und schwört auf althergebrachte Hausmittel wie Leinsamenumschläge, Kampferöl bei Husten oder Kamillentee.
Miss Marple lebt in dem fiktiven kleinen Dorf St. Mary Mead, einem typischen englischen Örtchen in der ebenso fiktiven Grafschaft Downshire unweit der größeren zentralen Ortschaft Much Benham, in der auch die Kriminalpolizei residiert. Trotzdem ist das Dorf keineswegs ein verschlafenes Nest: In einem Zeitraum von etwa vierzig Jahren gab es sechzehn Morde – fünf durch Gift, zwei durch Schüsse, zwei durch Ertränken, zwei durch Erwürgen und fünf durch ungeklärte Ursachen. Hinzu kamen vier Mordversuche durch Gift, Ersticken und Schläge auf den Kopf, außerdem fünf Raubüberfälle, acht Unterschlagungen und zwei Serien von Erpressungen. Sie alle wurden von Miss Marple aufgeklärt.
In ihren ersten Kurzgeschichten war Miss Marple Mitglied im Dienstagabend-Klub (Tuesday Night Club), einer Diskussionsrunde in der Nähe von St. Mary Mead, die sich mit ungeklärten Verbrechen befasste. Weitere Mitglieder des Clubs waren Raymond West (Miss Marples Neffe und ein erfolgreicher Schriftsteller), dessen Verlobte Joyce Lempriere, eine Künstlerin, der Weltmann Sir Henry Clithering, der in früheren Jahren bei Scotland Yard als Kommissar angestellt war, der ältliche Dr. Pender, der kleine Rechtsanwalt Mr. Petherick, die rundliche Mrs. Dolly Bantry und ihr Mann Colonel Arthur Bantry, die etwas beschränkte Schauspielerin Jane Helier und der alles vom medizinischen Standpunkt betrachtende Dr. Lloyd. Es war jedoch immer Miss Marple, die die Lösung zu den Verbrechen fand.
Agatha Christie bedauerte später, ihre Lieblingsfigur als alte Dame erschaffen zu haben und die „besten Fälle“ deshalb dem „jüngeren“ Hercule Poirot überantworten zu müssen. In dem 1976 erschienenen Roman Ruhe unsanft tritt sie zum letzten Mal im Alter von ungefähr 81 Jahren auf. Aus dem Roman Bertrams Hotel erfahren wir, dass Miss Marple mit 14 Jahren schon einmal dieses Hotel besucht hat. Laut ihrer Aussage war das fast 60 Jahre her. Daher kann man ihr Alter beim Erscheinen von Bertrams Hotel auf ungefähr 74 Jahre schätzen.
Dem entgegen steht die Miss Marple aus den bekannten Filmen: eine liebenswert-schrullige alte Jungfer, die aber, wenn es um das Lösen von Rätseln geht, ihren scharfen, logischen Verstand beweist. In bester Krimitradition erstaunt sie dabei die örtlichen professionellen Gesetzeshüter, indem sie normalerweise Analogien zu früheren Ereignissen und Personen aus dem Dorfleben herstellt.

## Bücher mit Miss Marple

### Romane
- 1930: The Murder at the Vicarage (dt.: Mord im Pfarrhaus)
- 1942: The Body in the Library (dt.: Die Tote in der Bibliothek)
- 1943: The Moving Finger (dt.: Die Schattenhand)
- 1950: A Murder is Announced (dt.: Ein Mord wird angekündigt)
- 1952: Murder With Mirrors / They Do It with Mirrors (dt.: Fata Morgana)
- 1953: A Pocket Full of Rye (dt.: Das Geheimnis der Goldmine, auch Das Geheimnis der Amseln)
- 1957: 4.50 from Paddington (dt.: 16 Uhr 50 ab Paddington)
- 1962: The Mirror Crack'd from Side to Side (dt.: Mord im Spiegel)
- 1964: A Caribbean Mystery (dt.: Karibische Affäre/Karibischer Sommer)
- 1965: At Bertram's Hotel (dt.: Bertrams Hotel)
- 1971: Nemesis (dt.: Das Schicksal in Person)
- 1976: Sleeping Murder (dt.: Ruhe unsanft)

### Kurzgeschichten
- 1932: The Thirteen Problems (dt.: Der Dienstagabend-Klub):
  - The Tuesday Night Club (dt.: Der Dienstagabend-Klub)
  - The Idol House of Astarte (dt.: Der Tempel der Astarte)
  - Ingots of Gold (dt.: Die verschwundenen Goldbarren)
  - The Bloodstained Pavement (dt.: Der rote Badeanzug)
  - Motive v Opportunity (dt.: Die überlistete Spiritistin)
  - The Thumb Mark of St Peter (dt.: Der Daumenabdruck des heiligen Petrus)
  - The Blue Geranium (dt.: Die blaue Geranie)
  - The Companion (dt.: Die Gesellschafterin)
  - The Four Suspects (dt.: Die vier Verdächtigen)
  - A Christmas Tragedy (dt.: Eine Weihnachtstragödie)
  - The Herb of Death (dt.: Das Todeskraut)
  - The Affair at the Bungalow (dt.: Die seltsame Angelegenheit mit dem Bungalow)
  - Death by Drowning (dt.: Der Fall von St. Mary Mead)
- 1960: The Adventure of the Christmas Pudding (dt.: Ein diplomatischer Zwischenfall). Eigentlich ein Sammelband mit fünf Poirot-Geschichten, enthält er als sechste Geschichte eine Kurzgeschichte mit Miss Marple:
  - Greenshaw’s Folly (dt.: Greenshaws Monstrum)
- 1979: Miss Marple’s Final Cases and Two Other Stories (dt.: Miss Marples letzte Fälle)
  - Sanctuary (dt.: Das Asyl)
  - Strange Jest (dt.: Ein seltsamer Scherz)
  - Tape-Measure Murder (dt.: Die Stecknadel)
  - The Case of the Caretaker (dt.: Die Hausmeisterin)
  - The Case of the Perfect Maid (dt.: Die Perle)
  - Miss Marple Tells a Story (dt.: Miss Marple erzählt eine Geschichte)
- 2022: Marple: Twelve New Stories

## Filme und Fernsehserien

### Kinofilme
Unter der Regie von George Pollock spielte Margaret Rutherford Miss Marple in vier Filmen, von denen allerdings nur der erste, Murder, She Said, auf einem Miss-Marple-Roman von Agatha Christie basiert, nämlich auf 4.50 from Paddington. Die Grundlage für die beiden nächsten sind Hercule-Poirot-Geschichten, und die Handlung des letzten Films basierte nur noch auf Motiven von Agatha Christie. Die Musik zu diesen vier Filmen schrieb der britische Komponist Ron Goodwin. In den Verfilmungen mit Margaret Rutherford wohnt Miss Marple in der Old Pasture Lane im fiktiven Dorf Milchester.
- 1961: Murder She Said (dt.: 16 Uhr 50 ab Paddington)
- 1963: Murder at the Gallop (dt.: Der Wachsblumenstrauß)
- 1964: Murder Most Foul (dt.: Vier Frauen und ein Mord)
- 1964: Murder Ahoy (dt.: Mörder ahoi!)

In diesen Filmen (nicht aber in den Büchern) erzählt Miss Marple jeweils auch über ihre sportlichen Aktivitäten in ihrer Jugend. So will sie 1910 beim Rockbrook-Reitturnier die „Junior-Silbersporen“ gewonnen haben (Der Wachsblumenstrauß), 1921 die Golfmeisterschaft der Damen (16 Uhr 50 ab Paddington), 1924 hat sie im Schießen der Handfeuerwaffen der Damen eine Goldmedaille gewonnen (Vier Frauen und ein Mord) (in der deutsch synchronisierten Fassung spricht sie indes von 1925), und 1931 war sie nationale englische Fechtmeisterin (Mörder ahoi!) (in der deutsch synchronisierten Fassung spricht sie indes von 1932).
Miss Marple wird in den Filmen begleitet von dem Bibliothekar Mr. Stringer (dargestellt von Stringer Davis), der in den literarischen Vorlagen jedoch nicht vorkommt. Margaret Rutherford hatte darauf bestanden, dass ihr Ehemann in den Filmen mitspielt, und so wurde eine Rolle für ihn dazugeschrieben. Die beiden hatten in diesen Rollen noch einmal einen kurzen Gastauftritt in „Die Morde des Herrn ABC“ (The Alphabet Murders, 1965) mit Tony Randall (ebenfalls mit der Musik von Ron Goodwin).
Von den vier Miss-Marple-Verfilmungen mit Margaret Rutherford war Agatha Christie allerdings nicht angetan. Als Grund nannte sie, dass sich die Produzenten bei 16 Uhr 50 ab Paddington (Murder She Said) zwar noch an wesentliche Teile der Romanvorlage gehalten hatten, man bei Der Wachsblumenstrauß und Vier Frauen und ein Mord aber einfach Poirot durch Miss Marple ersetzt hatte. Mörder ahoi! basierte schließlich auf überhaupt keinem Roman von ihr, was sie erboste. Auch mit der Auswahl Margaret Rutherfords als Miss Marple war Christie unzufrieden, da diese der Beschreibung ihrer Romanfigur nicht entsprach. Laut den Romanen war Miss Marple eine zerbrechlich wirkende, schlanke, blässliche und kultivierte Dame, Margaret Rutherford hingegen war klein, kräftig gebaut und vom Auftreten her relativ schrullig. Zudem verlieh Rutherford dem Romancharakter Miss Marple komödiantische Züge. Allerdings machten gerade diese Filme sie bei Zuschauern bekannt, die vorher keinen Roman von ihr gelesen hatten. Nachdem Agatha Christie sah, wie beliebt Margaret Rutherford ihre Romanfigur gemacht hatte, widmete sie ihr den Band The Mirror Crack’d From Side to Side (Mord im Spiegel).
In der englischen Kinoproduktion Mord im Spiegel aus dem Jahr 1980 spielte Angela Lansbury Miss Marple; ihr zur Seite standen so berühmte Stars wie Tony Curtis, Rock Hudson, Geraldine Chaplin, Kim Novak und Liz Taylor. Die spätere Fernsehserie Murder, She Wrote (dt. „Mord ist ihr Hobby“) mit Angela Lansbury als Krimiautorin Jessica Fletcher weist in gewissem Maße Parallelen zu den Romanfiguren der Miss Marple und der Ariadne Oliver aus den Romanen von Agatha Christie auf.
Eine Parodie auf die Miss-Marple-Figur stellte Elsa Lanchester als „Jessica Marbles“ in dem Film Eine Leiche zum Dessert dar.

### Fernsehserien

#### Agatha Christie’s Miss Marple
In den Jahren 1984 bis 1992 produzierte die BBC eine 12-teilige Fernsehserie unter dem Titel Agatha Christie’s Miss Marple. Diese Serie zeichnet sich neben der Hauptdarstellerin Joan Hickson als Miss Marple und einer exquisiten Ausstattung vor allem durch die Werktreue der Verfilmungen aus. Agatha Christie hat Joan Hickson Anfang der 1960er Jahre in einem Theaterstück in London gesehen und schrieb ihr, dass sie hoffe, dass Joan Hickson eines Tages Miss Marple spielen würde. In der Verfilmung von Murder She Said mit Margaret Rutherford von 1961 hatte Joan Hickson schon eine Nebenrolle, die Zugehfrau Mrs. Kidder, gespielt. Die Fernsehserie ist in Deutschland auf DVD erhältlich.

#### Helen Hayes als Miss Marple
In den 1980er-Jahren wurden mit Helen Hayes drei amerikanische Fernsehfilme nach Agatha Christie produziert, die letzten zwei davon mit ihr als clevere Miss Marple.
1982: Mörderische Leidenschaft (Murder is easy) nach dem Roman Das Sterben in Wychwood von Agatha Christie
1983: Das Mörderfoto (A Caribbean Mystery), die Verfilmung von Karibische Affäre,
zu der Lee Holdridge die Musik schrieb
1985: Mord mit doppeltem Boden (Murder with Mirrors), die Verfilmung von Fata Morgana

#### Agatha Christie’s Marple
Von 2004 bis 2013 wurde vom englischen Fernsehsender ITV eine neue Miss-Marple-Serie Agatha Christie’s Marple in sechs Staffeln mit 23 Folgen produziert. Für die Musik in dieser Serie war Dominik Scherrer zuständig. Die Rolle der Miss Marple wurde in den ersten drei Staffeln von Geraldine McEwan gespielt, ab der vierten Staffel im Jahr 2008 übernahm Julia McKenzie die Rolle bis zum Ende im Jahr 2013. Diese Verfilmungen gehen freier mit den Vorlagen um als die BBC-Serie mit Joan Hickson. In den einzelnen Folgen wirken bekannte Schauspieler mit, wie u. a. Derek Jacobi, Julian Sands, Jane Seymour oder Joan Collins. Die ersten vier Staffeln dieser Fernsehserie sind bereits mit deutscher Synchronisation auf DVD erschienen.

## Hörspiele und Hörbücher
- 1957: Die Tote in der Bibliothek – Regie: Friedhelm Ortmann; mit Ida Ehre als Miss Marple (WDR)
- 1970: Mord im Pfarrhaus – Regie: Otto Kurth; mit Erika von Thellmann als Miss Marple (BR)

Alle Romane und Kurzgeschichten mit Miss Marple wurden als Hörbuch veröffentlicht. Die Lesungen werden von Ursula Illert, Katja Brügger, Beate Himmelstoß, Traudel Sperber u. a. vorgetragen.
Die Hörspielreihe Mimi Rutherfurt und die Fälle … mit Gisela Fritsch in der titelgebenden Rolle basiert zwar nicht auf originalen Miss-Marple-Fällen, durch die Verwendung des nur geringfügig geänderten Nachnamens der bekannten Miss-Marple-Darstellerin Margaret Rutherford werden aber Anklänge an die Agatha-Christie-Krimis geschaffen, was durch die Verwendung einer Hommage auf der von Ron Goodwin komponierten Titelmelodie der Verfilmungen mit Margaret Rutherford noch verstärkt wird.

## Zitat
“The young people think the old people are fools, but the old people know the young people are fools.”

„Die jungen Leute denken, die Alten sind Narren, aber die Alten wissen, die Jungen sind Narren.“